# Knights and Merchants
Knights and Merchants (letteralmente "cavalieri e mercanti") è un videogioco di strategia in tempo reale del 1998, ambientato nel Medioevo.
Il nome completo del gioco è Knights and Merchants: The Shattered Kingdom (lett. "il regno fratturato").
Nel 2001 ne è uscito un seguito, Knights and Merchants: The Peasants Rebellion.

## Modalità di gioco
Il gioco consiste nel costruire il proprio villaggio ed in seguito costruire un esercito per combattere il nemico. L'economia è molto più complessa rispetto alla media dei giochi del suo genere: ci sono molti tipi di risorse, alcune possono essere prodotte direttamente, ma altre sono semilavorati che si ottengono elaborando altre risorse più grezze.
Ad esempio le fattorie producono grano, che può servire per alimentare il bestiame o può essere trasformato in farina tramite il mulino; il bestiame tramite la macelleria si può convertire in carne e pelli, la farina può diventare pane grazie al forno.
Ogni edificio ha bisogno di lavoratori specializzati, e le risorse devono anche essere trasportate fisicamente dai braccianti tra i vari edifici, per cui il villaggio si anima visibilmente di lavoro.
La produzione di cibo è importante, perché le proprie unità ne consumano regolarmente, e rischiano di morire se non nutrite. Questo è l'unico limite al numero di unità.
Particolare è anche il sistema di movimento delle unità; i lavoratori non possono essere cliccati e comandati direttamente, ma si muovono autonomamente; ad esempio una volta scelto il luogo di costruzione di un edificio, e piazzata una strada verso di esso, i costruttori accorreranno spontaneamente a trasportare materiali edili e creare l'edificio. Anche il controllo delle unità militari è limitato, si comandano in genere a gruppi e una volta in battaglia diventano completamente autonome.
Sono disponibili una campagna per giocatore singolo, con 20 livelli, e 10 scenari per il multigiocatore, per fino a 6 giocatori alla volta, via IPX, TCP/IP o modem.

## Versione rivisitata gratuita
Dal 2010 è nato un progetto amatoriale dal nome Kam Remake con lo scopo di rivalutare il titolo. La mod è open source ed è stata inserita nel gioco originale acquistabile su GoG, il gioco è stato riscritto completamente ma mantiene le caratteristiche classiche, con aggiunte di Multiplayer, Missioni co-op della campagna originale, Editor mappe e missioni, miglioramenti della IA e migliorie riguardanti il bilanciamento del gameplay e fix di varie missioni.